# Cheilopogon suttoni
Cheilopogon suttoni är en fiskart som först beskrevs av Gilbert Percy Whitley och Colefax, 1938.  Cheilopogon suttoni ingår i släktet Cheilopogon och familjen Exocoetidae. Inga underarter finns listade i Catalogue of Life.